# Ambur
Ambur är en stad i den indiska delstaten Tamil Nadu, och tillhör distriktet Tirupathur från 2019. Folkmängden uppgick till 114 608 invånare vid folkräkningen 2011.